# Taiacià
El taiacià és una cultura lítica que es va desenvolupar durant el Paleolític inferior a la zona que avui anomenem França. Es va derivar del micoquià i va ser contemporània a l'acheulià (o anterior), però sense bifaces. Va ser substituïda pel mosterià.

## Història

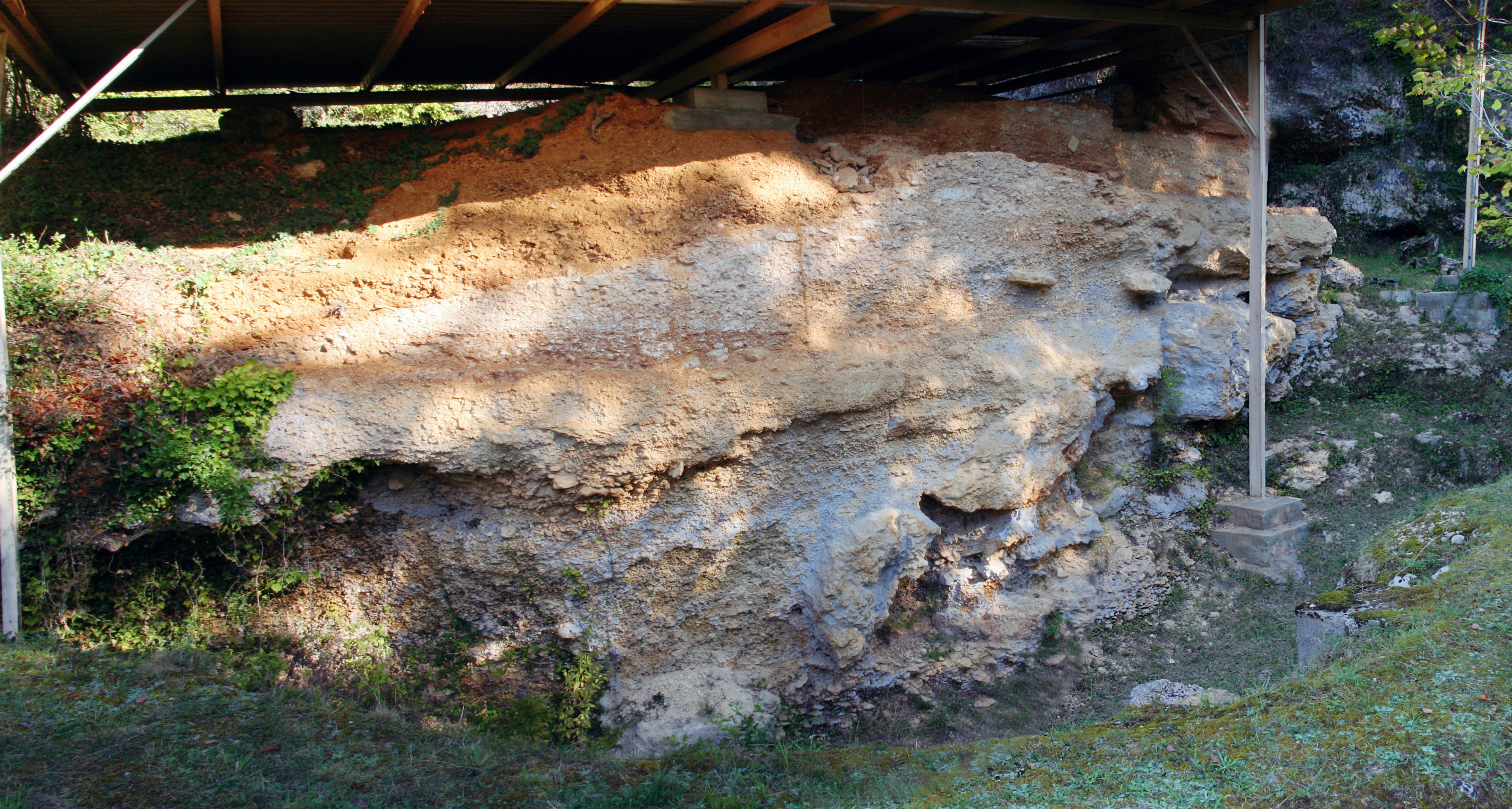
Cova de La Micoque, 2009. Aquest lloc va ser ocupat per l'Homo Erectus, entre fa uns 440.000 i 350.000 anys

El taiacià va ser batejat així el 1932 per Denis Peyrony i Henri Breuil, prenent el nom del municipi francès Las Eisiás de Taiac, on es troba el jaciment arqueològic La Micoque (Dordonya, França). Des de llavors, la cova Fontéchevade s'ha convertit en el «lloc de referència per a aquesta indústria», perquè ha aparegut la mateixa indústria lítica que es va localitzar en nivells inferiors (capes 4 i 5) de la cova de La Micoque.
En la dècada del 1970, Henri de Lumley va tornar a definir el concepte de taiacià, situant-lo cronològicament des del final del període interglacial Mindel-Riss, fins a la glaciació de Riss, inclosa; almenys en els jaciments excavats per ell a La Baume-Bonne i la Cova de l'Aragó, (Catalunya Nord). En la proposta de Lumley s'afegeixen les rascadores amb osques i denticulats, amb un retoc escamós-escaleriforme (aquelles que tradicionalment venien sent denominades «rascadores de tipus Quina») i becs (o perforadors gruixuts).

## Datació
Donada la seva edat i les seves característiques, François Bordes va considerar el Taiacià com una forma prèvia al Mosterià. Segons els últims estudis geològics i datacions fetes, els nivells de l'època del Taiacià a La Micoque es troben entre els 440.000 i 350.000 anys (datats amb OIS (cicles isotòpics de l'oxigen 11O i ¹⁰O)).

## Característiques
Tecnològicament, aquesta indústria es caracteritza per una talla poc elaborada, i es definiria per l'escassetat, i fins i tot l'absència, de bifaces i de peces Levallois, i la presència comuna d'un variat utillatge sobre l'ascla (especialment osques i denticulats), còdols tallats i políedres. No s'han trobat útils definitoris d'aquesta cultura (excepte certes puntes fistonades conegudes com a «puntes de Tàiac», formada per dues dents tallants convergents denticulades per osques clactonianes), i van apreciar similituds tecnològiques amb el clactonià, del que podria haver sorgit per evolució, ja que es basava en l'extracció de gruixudes ascles amb un concoide molt pronunciat.
Pels investigadors, el taiacià constituiria la llavor de certes bifaces del musterià i es donaria en tota la conca del Mediterrani.

## Principals localitzacions
Fora de La Micoque, el taiacià ha estat identificat a la cova de l'Aragó, a Baume-Bonne, a Aldène, i a la cova de Fontéchevade.

## Controvèrsia
No obstant això, Henri de Lumley va localitzar bifaces, escasses, d'una talla cuidada, cosa que va suscitar la controvèrsia, ja que molts especialistes van començar a qüestionar l'existència del taiacià com a cultura independent, podent tractar-se d'una interpretació errònia de determinats tipus d'assentaments de l'acheulià. És a dir, el taiacià seria una variant ocasional de l'acheulià que, per raons desconegudes, potser funcionals, posseïa un nombre de bifaces menor del que és habitual.